# Irazú
Vulkan Irazú (špansko Volcán Irazú) je aktivni vulkan v Kostariki,  v Cordilleri Central blizu mesta Cartago.
Ime bi lahko izhajalo iz kombinacije ara (točka) in tzu (grom) ali popačeno ime Iztarú, ki je bilo ime avtohtone vasi na bokih vulkana. V Kostariki je znan pod imenom El Coloso (Kolos) zaradi katastrof, ki jih je izzval v preteklosti.
Na vrhu vulkana je več kraterjev, od katerih je v enem Diego de la Haya, zeleno kratersko jezero spremenljive globine. Vulkan Irazú je s 3432 m višine najvišji aktivni vulkan v Kostariki. Enostavno ga je obiskati iz San Joséja, po cesti, ki vodi tik do vrhov kraterjev in tedenskim avtobusom do vrha. Zato je priljubljena turistična točka. Na vrhu vulkana je tudi nekaj televizijskih oddajnikov za televizijske postaje v San Joséju.
Z vrha je na jasnem dnevu mogoče videti tako Atlantski kot Tihi ocean. Vendar so tako jasni dnevi redki in vrh vulkana je običajno pokrit z oblaki.
Vulkan je v narodnem parku vulkana Irazú, ki se razprostira na 5705 hektarjih. Narodni park vsebuje tako primarne kot sekundarne gorske gozdove in je dom pasavca, sov, zajcev, lisicam, žolnam in kolibrijem.

## Geologija
Vulkan Irazú je kompleksen vulkanski ščit. Je najvišji aktivni vulkan v Kostariki in ima površino 500 km². Ima nepravilno subkonično obliko, temperature na njegovem vrhu pa se gibljejo med 3 in 17 °, z rekordno nizko temperaturo −3 °C in rekordno visoko 23,2 °C. Vulkan Irazu je stratovulkan z višino vrha 3432 metrov. Njegovih pet kraterjev je enostavno razlikovati. Najpomembnejša zaradi svoje dejavnosti sta glavni krater in krater Diego de la Haya. Glavni krater je skoraj okrogel, ima zelo nagnjene stene in meri 1050 metrov v premeru in 300 metrov globoko. Krater Diego de la Haya ima premer 600 metrov in je globok 100 metrov. Drugi kraterji so Playa Hermosa, La Laguna in El Piroclastico.
Irazú je najjužnejši od desetih kvartarnih vulkanov, ki tvorijo severozahodno linijo skozi osrednjo in severno Kostariko. Radioaktivno datiranje je pokazalo starost najmanj 854.000 let z vrhovi izbruha pri 570.000 letih in zadnjo aktivno fazo od 136.000 let do danes. Najnovejša dejavnost vključuje tokove lave skupaj s strombolijskimi in freatomagmatskimi eksplozijami. Vrste lave vključujejo bazalt in andezit, ki sta izbruhnila med različnimi dogodki, kar nakazuje, da se vulkan napaja iz dveh ločenih magmatskih komor. Znanstveniki so verjeli, da se impulzi magme pomešajo v komori, preden se povzpnejo navzgor – proces, ki naj bi trajal več tisoč let. Toda vulkanologi univerze Columbia so ugotovili, da je izbruh kostariškega vulkana Irazu leta 1963 verjetno sprožila magma, ki je v samo nekaj mesecih neprekinjeno odhajala iz plašča. Avtorji študije so jo poimenovali cesta iz pekla.

## Zgodovina izbruhov
Irazú je v zgodovinskih časih pogosto izbruhnil – vsaj 23-krat od svojega prvega zgodovinsko zabeleženega izbruha leta 1723. Njegov najbolj znan izbruh se je začel sredi marca 1963, nekaj dni preden je ameriški predsednik John F. Kennedy začel državniški obisk v Kostarika. Prestolnico San José in večji del osrednjega visokogorja Kostarike je zasul s pepelom. Izbruhi so trajali dve leti.
Njegovi zgodovinski izbruhi imajo na splošno VEI od 1 do 3. Vsi zgodovinski izbruhi so bili eksplozivni in bilo je veliko freatskih izbruhov, nekateri pa so povzročili piroklastične tokove. Najnovejši izbruh je trajal samo 1 dan in se je zgodil 8. decembra 1994. Zgodil se je na bočnem izbruhu in je bil freatski izbruh, ki je povzročil laharje.

## Galerija
- Vrh Diego de la Haya
- Glavna kraterska laguna
- Notranjost Diego de la Haya
- Coati z belim nosom pri Irazúju
- Oddaljen širok pogled na vulkan Irazu
- izbruh 1918
- Izbruh 1963